# Paul Sewald
Paul Stanton Sewald (Las Vegas, 26 maggio 1990) è un giocatore di baseball statunitense, che gioca come lanciatore di rilievo per gli Arizona Diamondbacks nella Major League Baseball.

## Minor League (MiLB)
Sewald venne selezionato nel 2012 al 10º giro del draft amatoriale della MLB come 320ª scelta dai New York Mets. Nello stesso anno iniziò a livello A– con i Brooklyn Cyclones della New York-Penn League, chiudendo con 0 vittorie e 2 sconfitte, 1.88 di ERA, 4 salvezze su 4 opportunità e .236 alla battuta contro di lui in 16 partite (28.2 inning). Nel 2013 passò a livello A con i Savannah Sand Gnats della South Atlantic League finendo con 3 vittorie e 2 sconfitte, 1.77 di ERA, 8 salvezze su 9 opportunità e .229 alla battuta contro di lui in 35 partite (56.0 inning).
Nel 2014 giocò con due squadre finendo con 5 vittorie e 1 sconfitta, 1.92 di ERA, 11 salvezze su 11 opportunità e .200 alla battuta contro di lui in 43 partite (56.1 inning). Nel 2015 giocò a livello AA con i Binghamton Mets della Eastern League finendo con 3 vittorie e nessuna sconfitta, 24 salvezze su 25 opportunità, 1.75 di ERA e .188 alla battuta contro di lui in 44 partite (51.1 inning).
Il 15 febbraio 2016 venne invitato per giocare la pre-stagione con i New York Mets. Nella MiLB giocò livello AAA con i Las Vegas 51s della Pacific Coast League, chiudendo con 5 vittorie e 3 sconfitte, 19 salvezze su 23 opportunità, 3.29 di ERA e .232 alla battuta contro di lui in 56 partite (65.2 inning). Nel 2012 giocò con 3 squadre differenti finendo con una vittoria e una sconfitta, una salvezza su una opportunità, 7.45 di ERA e 242 alla battuta contro di lui in 6 partite (9.2 inning). L'11 febbraio 2017 venne nuovamente invitato per giocare la pre-stagione con i Mets.

## Major League (MLB)
L'8 aprile 2017 venne aggiunto al roster dei Mets debuttando lo stesso giorno nella MLB, al Citi Field di New York City contro i Miami Marlins. Il 13 venne opzionato in triplo A ai 51s. Il 1º maggio venne richiamato in prima squadra. Chiuse la stagione con 0 vittorie e 6 sconfitte, in 57 partite, e 4.55 di ERA. Divenne free agent il 2 dicembre 2020.
Il 7 gennaio 2021, Sewald firmò un contratto di minor league con i Seattle Mariners. Chiuse la stagione con 62 partite disputate nella MLB per un totale di 64.2 inning disputati.

## Palmarès

### Individuale
- (1) Mid-Season All-Star della Eastern League (2015)

### Nazionale
- Giochi panamericani:  Medaglia d'Argento

Team USA: 2015